# منطقه تاور هملتس لندن
منطقه تاور هملتس لندن (به انگلیسی: London Borough of Tower Hamlets) یک منطقه در انگلستان است که در لندن بزرگ واقع شده‌است.
این شهر ۱۹.۷۷ کیلومتر مربع مساحت و ۲۲۰٬۵۰۰ نفر جمعیت دارد.

## خواهرخوانده
شهر Zemun خواهرخواندهٔ منطقه تاور هملتس لندن هست.